# 夢の途中 (来生たかおのアルバム)
『夢の途中』（ゆめのとちゅう）は、1981年にリリースされた来生たかおの7枚目のオリジナルアルバム（LP〈規格品番：28MK-0024〉／CT〈規格品番：28CK-0029〉）である。

## 概要
※原則的に、来生たかおは“来生”に省略、来生えつこは“来生えつこ”と表記。
来生にとって最高のセールスを記録したオリジナルアルバムで、オリコンではLPが第2位、CTは第1位、1982年の年間売り上げでは第11位にランクインした。
1976年の歌手デビュー以来、来生は年に1枚のペースでオリジナルアルバムを発表していたが、本アルバムは前作『Sparkle』からわずか5ヵ月後にリリースされている。第10弾オリジナルシングル「Goodbye Day」（5月21日リリース）のスマッシュヒットに続き、第11弾オリジナルシングル「夢の途中」（11月10日リリース）とその競作曲である薬師丸ひろ子の「セーラー服と機関銃」（11月21日リリース、歌詞の1番が一部異なる）が大ヒットを記録し、その上り調子に合わせて作られたものと思われる。
編曲者の“矢倉銀”は、来生のペンネームである。

## 復刻盤
- 1986年7月25日：歌手デビュー10周年に際し、CD化（規格品番：H33K-20049）
- 1991年4月25日：CD（規格品番：KTCR-1050）
- 1995年7月21日：歌手デビュー20周年に際し、CD選書Q盤として高城賢によるデジタルリマスター化（規格品番：KTCR-1562）。
- 2007年3月21日：オリジナル・アルバム、企画アルバムを集めた21枚組CD-BOX『来生たかお大全集』（ユニバーサルミュージック／規格品番：UPCY-6355/75）に1995年版を収録（規格品番：UPCY-6361）。

## パッケージの体裁

### アルバムタイトル
※初出のジャケット表記“夢の途中”以外のもの
帯
- 1986年版CD：“夢の途中”“YUMENO TOCYU”の併記

### ディスクジャケット
- 1986年版CD：ジュエルケースにブックレットを挿入
- 1991年版CD：ジュエルケースに1986年版CDのものを基調としたブックレットを挿入
- 1995年版CD：ジュエルケースに2つ折りのカード（及び、LP版のものを基調とした歌詞カード・既出オリジナルアルバムのディスコグラフィー）を挿入
- 2007年版CD：ジュエルケースに2つ折りのカード（及び、LP版のものを基調とした歌詞カード）を挿入（及び厚紙製ケース付き）

### 帯のコピー
- LP：こんなにもフレンドリーなポップ・ミュージックに出逢ったことはありますか　優しさや、おだやかさに浸りたいと思っているあなたに。
- 1986年版CD：“CDオリジナル・セレクション”“10th anniversary -since 1976-”との記載あり（帯はシール仕様）
- 1991年版CD：記載なし
- 1995年版CD：「夢の途中（セーラー服と機関銃）」を含む、7thアルバム。 メロディーメーカー来生たかおの真骨頂「美しい女」収録。（“20th anniversary”の記載あり）

## 収録曲
LP版・CT版（CD版は省略）
※各曲の収録時間はLPの記載に準拠

### SIDE 1
1. Sonaine（1：42）
  - 作詞：来生えつこ ／ 作曲：来生たかお ／ 編曲：松任谷正隆
2. Rainy rainy（5：06）
  - 作詞：来生えつこ ／ 作曲：来生たかお ／ 編曲：矢倉銀
3. 恋ひとつ（2：55）
  - 作詞：来生えつこ ／ 作曲：来生たかお ／ リズム編曲：矢倉銀 ／ ストリングス編曲：松任谷正隆
  - アルバム『Sparkle』にコーラスやアレンジで参加した杉真理は、好きな来生作品として本曲を挙げている[1]。
4. 白い愁い（4：37）
  - 作詞：来生えつこ ／ 作曲：来生たかお ／ 編曲：矢倉銀 ／ ストリングス編曲：松任谷正隆
5. Friendly Pop（4：15）
  - 作詞：来生えつこ ／ 作曲：来生たかお ／ 編曲：矢倉銀
6. 美しい女（5：03）
  - 作詞：山川啓介 ／ 作曲：来生たかお ／ 編曲：星勝
  - 第11弾オリジナルシングル「夢の途中-セーラー服と機関銃-」のB面にも収録されている。
  - タイトルの“女”は“ひと”と読む。楽曲の詳細は企画アルバム『来生たかお』を参照。

### SIDE 2
1. 夢の途中（セーラー服と機関銃）（4：45）
  - 作詞：来生えつこ ／ 作曲：来生たかお ／ 編曲：星勝
  - 薬師丸ひろ子との競作曲（薬師丸版は「セーラー服と機関銃」）となった第11弾オリジナルシングルで、1982年度年間売り上げ第24位を獲得している。
  - シングル盤も併せ、“セーラー服と機関銃” のサブタイトルが付けられているが、以降の収録盤には特に明記はない。歌詞中の“遠い約束”というフレーズは夏樹静子の小説タイトルからの引用である[2]。
  - 来生えつこによる同名小説が短編集『エピソード』（角川書店／1988年）に収められている。
  - 当初は来生が映画『セーラー服と機関銃』の主題歌として歌う予定であった。
  - 他歌手によるカヴァーは来生たかお関連作品「被カヴァー曲」を参照。
2. おだやかな構図（4：53）
  - 作詞：来生えつこ ／ 作曲：来生たかお ／ 編曲：松井忠重
  - 元々、山口百恵のアルバム『A Face in a Vision』（1979年4月1日リリース）に収録された提供曲で、来生えつこによれば、歌詞に登場する男性は棋士の米長邦雄をモデルにしており[3]、眼鏡を掛けた至って普通の男性が描かれているためか、男性に評判が良いという[4]。
  - 山口のプロデューサーだった川瀬泰雄によれば、かつて担当していた井上陽水が渋谷“ジァン・ジァン”でピアニストを探していた折り、キティレコードの多賀英典から「来生たかおっていう新人がいて、ピアノが結構上手い奴でさ」と紹介され、来生作品のような温かい世界も「百恵にアリだな」と感じ、依頼に繋がったという[5]。
  - 来生えつこによる同名小説が短編集『エピソード』（角川書店／1988年）に収められている。
  - 倉橋ルイ子が、来生作品のみで構成したアルバム『THANKS』（1983年12月1日リリース）でカヴァーしている。
3. ためいき春秋（5：15）
  - 作詞：来生えつこ ／ 作曲：来生たかお ／ 編曲：松任谷正隆
  - 来生えつこによれば、登場する男性は佐田啓二がモデルになっており[6]、先に出来上がっていた編曲がシュールな印象だったため、慌てて歌詞を書き直したという。
4. Sonaｔine（1：42）
  - 作曲：来生たかお ／ 編曲：松任谷正隆
  - SIDE1-1のインストゥルメンタルで、来生によるハミングが入っている。
5. さよならのプロフィール（5：53）
  - 作詞：来生えつこ ／ 作曲：来生たかお ／ 編曲：松任谷正隆
  - 来生が自ら歌う曲の中では数少ない、主語が“俺”になっている曲。

## 参加ミュージシャン
- Electric Piano：中西康晴（SIDE1-2,4／SIDE2-1）、石川清澄（SIDE1-5）
- Acoustic Piano：中西康晴（SIDE1-2,4,6／SIDE2-1）、来生たかお（SIDE1-3）、上柴はじめ（SIDE2-2）、松任谷正隆（SIDE2-3,5）
- Hammond Organ：乾裕樹（SIDE1-6）
- Electric Guitar：椎名和夫（SIDE1-2,3,4,5）、青山徹（SIDE2-1）、幾見雅博（SIDE2-2）、鈴木茂（SIDE2-3,5）
- Acoustic Guitar：谷康一（SIDE1-3,5／SIDE2-2）、笛吹利明（SIDE2-3,5）
- Gut Guitar：椎名和夫（SIDE1-3）
- Electric Bass：ミッチ長岡（SIDE1-2,3,4,5／SIDE2-2）、田中章弘（SIDE2-1）、岡沢茂（SIDE2-3,5）
- Drums：菊池丈夫（SIDE1-2,4／SIDE2-2）、田中清司（SIDE1-3,5／SIDE2-1）、村上秀一（SIDE2-3,5）
- Percussions：中村御（SIDE1-2,3,4,5／SIDE2-2）、ペッカー（SIDE2-1）、斉藤ノブ（SIDE2-3,5）
- Strings：トマト（SIDE1-1,3,4／SIDE2-3）、加藤グループ（SIDE1-6／SIDE2-1）、多グループ（SIDE2-2）
- Synthesizer：難波弘之（SIDE1-2,4）、石川清澄（SIDE1-2,4,5）、乾裕樹（SIDE1-6／SIDE2-1）、上柴はじめ（SIDE2-2）、松任谷正隆（SIDE2-3,5）
- Synthesizer Programer：松武秀樹（SIDE2-3,5）
- Horn：山口弘治（SIDE1-1）
- Flute：衛藤幸雄（SIDE1-1,6）
- Harp：山川恵子（SIDE1-1,6）
- Flugel Horn：数原晋（SIDE2-3）
- Chorus：伊集加代子（SIDE1-1／SIDE2-1,3,5）、和田夏代子（SIDE1-1／SIDE2-3,5）、梅垣道子（SIDE1-1／SIDE2-1,3,5）、山川恵津子（SIDE1-2,5）、鳴海寛（SIDE1-2,5）、鈴木宏子（SIDE2-1）

## 参加スタッフ
- Executive Producer：多賀英典
- Producer：井上彬（WML to J.）
- Director：角野禎
- Engineer：高城賢
- Re-mix Engineer：大野進
- Cutting Engineer：富田忠男
- Assistant Engineer：清水高志、諸鍛冶辰也、平良昌弘
- Aart Design：千木幸一
- Photograph：近藤信治
- Illustration：来生えつこ
- Special Thanks To 石谷仁（Kitty Music Co.）、阿部一博（Kyodo Tokyo）